# Гагаузка азбука
Гагаузката азбука е варинат на латиницата за записване и предаване на гагаузкия език. Състои се от 31 букви и е създадена по образец на турската азбука.
До 1996 е предаван чрез гагаузката кирилица.

## Букви
Гагаузката азбука има следния ред на подреждане:
A, Ä, B, C, Ç, D, E, Ê, F, G, H, I, İ, J, K, L, M, N, O, Ö, P, R, S, Ş, T, Ţ, U, Ü, V, Y, Z
I без точка и İ с точка са две отделни букви, всяка от която има главна и малка буква. I е главната буква на ı, а İ е главната буква на i. В гагаузката азбука липсват буквите Q, W и X, които се предават на гагаузки съответно с K, V и Ks.